# Праздники Хорватии
Национальные праздники Хорватии:
Как и во многих европейских странах, хорватские праздники делятся на две группы:
- праздники, имеющие фиксированную дату;
- праздники, дата которых зависит от даты Пасхи;

| Дата       | Русское название                                                            | Местное название                                                                   |
| ---------- | --------------------------------------------------------------------------- | ---------------------------------------------------------------------------------- |
| 1 января   | Новый год                                                                   | Nova Godina                                                                        |
| 6 января   | Богоявление                                                                 | Bogojavljanje ili Sveta tri kralja                                                 |
| 1 мая      | Праздник труда                                                              | Praznik rada                                                                       |
| 30 мая     | День государственности                                                      | Dan državnosti                                                                     |
| 22 июня    | День антифашистской борьбы                                                  | Dan antifašističke borbe                                                           |
| 5 августа  | День победы и благодарности отчизне и День хорватских защитников            | Dan pobjede i domovinske zahvalnosti i Dan hrvatskih branitelja                    |
| 15 августа | Вознесение Девы Марии                                                       | Velika Gospa                                                                       |
| 1 ноября   | День всех святых                                                            | Svi sveti                                                                          |
| 18 ноября  | День памяти жертв Отечественной войны и День памяти жертв Вуковара и Шабрне | Dan sjećanja na žrtve Domovinskog rata i Dan sjećanja na žrtvu Vukovara i Škabrnje |
| 25 декабря | Рождество                                                                   | Božić                                                                              |
| 26 декабря | День Святого Стефана                                                        | Sveti Stjepan                                                                      |

| Русское название                | Местное название    |
| ------------------------------- | ------------------- |
| Пасхальное воскресенье          | Uskrs               |
| Понедельник после Пасхи         | Uskrsni ponedjeljak |
| Праздник Тела и Крови Христовых | Tijelovo            |

В законах Хорватии особо оговорено, что граждане, исповедующие другую религию, нежели доминирующий в стране католицизм, имеют право заменять католические праздники на праздники своей конфессии, не выходя на работу в эти дни. Это распространяется на Рождество по юлианскому календарю для православных христиан, Рамадан и Курбан-Байрам для мусульман, Рош Ха-Шана и Йом Киппур для иудеев.